# ブダペスト国際音楽コンクール
ブダペスト国際音楽コンクール（International Music Competitions of Budapest）は、ハンガリーの首都ブダペストにあるフィルハーモニア・ブダペスト社が主催する国際音楽コンクール。

## 概要
1933年以降、作曲家、演奏家、演奏団体などの名を冠した各種コンクールが開催される。1957年、国際音楽コンクール世界連盟に加盟した。2013年にリニューアルするという情報を残したまま一旦は休会したが、その後再開されている。現在はピアノ部門を5年おきに行うことが知られているものの、2021年から応募料が180ユーロに増額し、ウェブサイトは即日消滅するなど財政難である。リニューアル後はAAFの支援も受けていた。
ピアノ部門は次回2026年に行うことが予定されている。

## 開催年、コンクール名と入賞者

### 1933年
- フランツ・リスト・ピアノ・コンクール
  - 第1位　アニー・フィッシャー （ハンガリー）
  - 第2位　Mikischa Tarasz （ソ連）
  - 第3位　Lajos Kentner （ハンガリー）

### 1948年
- ベラ・バルトーク・コンクール
  - ピアノ部門
    - 第1位　Peter Walfisch （イスラエル）

  - ヴァイオリン部門
    - 第1位　Sirio Piovesan （イタリア）

  - 弦楽四重奏部門
    - 第1位　Tátrai String Quartet （ハンガリー）

  - 作曲部門
    - 第2位　Pál Járdányi （ハンガリー）、Béla Tardos （ハンガリー）

### 1949年
- 国際チェロ・コンクール
  - 優勝 ムスティスラフ・ロストロポーヴィチ

### 1956年
- フランツ・リスト・ピアノ・コンクール
  - 第1位　Lev Vlasenko （ソ連）
  - 第2位　Mihály Bächer （ハンガリー）
  - 第3位　ラザール・ベルマン（ソ連）、劉詩昆（中国）

### 1959年
- ハイドン弦楽四重奏団コンクール
  - 第1位　モスクワ音楽院弦楽四重奏団（ソ連）

### 1960年
- エルケル声楽コンクール
  - 第1位　Bartha Alfonz （ハンガリー）、Kira Isotova （ソ連）

### 1961年
- フランツ・リスト・ピアノ・コンクール
  - 第1位　Gábor Gabos （ハンガリー）、David Wilde （イギリス）
  - 第2位　ディノ・チアーニ （イタリア）

### 1963年
- パブロ・カザルス・チェロ・コンクール
  - 第1位　Mihail Homicer （ソ連）、László Mező （ハンガリー）、堤剛（日本）
- ソナタ・コンクール
  - 第2位　Petr Messiereur （チェコスロバキア）、Ladka Kozderkova
- ウィーン弦楽四重奏団コンクール
  - 第2位　バルトーク弦楽四重奏団（ハンガリー）、ブルガリア弦楽四重奏団（ブルガリア）

### 1965年
- エルケル声楽コンクール
  - オペラ・男声部門
    - 第1位　Martinoiu Vasile （ルーマニア）

  - オペラ・女声部門
    - 第2位　Teresa May （ポーランド）

  - リート部門
    - 第1位　Júlia Hamar （ハンガリー）
- クラリネット・コンクール
  - 第1位　ミシェル・ポルタル（フランス）
- ファゴット・コンクール
  - 第1位　Valeri Popov （ソ連）
- フルート・コンクール
  - 第1位　Lóránt Kovács （ハンガリー）
- 吹奏楽コンクール
  - 第1位　ハンガリー管楽器五重奏団（ハンガリー）

### 1966年
- リスト＝バルトーク・ピアノ・コンクール
  - 第2位　Imre Antal （ハンガリー）

### 1968年
- パブロ・カザルス・チェロ・コンクール
  - 第1位　Igor Gavris （ソ連）、Marina Csajkovszkaja（ソ連）
  - 第2位　Jean Déplaca （フランス）
  - 第3位　岩崎洸（日本）、Rocco Filippini （スイス）
- ヴィオラ・コンクール
  - 第1位　László Bársony （ハンガリー）
  - 第2位　Jurij Jurov （ソ連）
  - 第3位　Csaba Erdelyi （ハンガリー）
- ウィーン弦楽四重奏団コンクール
  - 第1位　セバスチャン弦楽四重奏団（ハンガリー）
  - 第2位　シュンク弦楽四重奏団（東ドイツ）

### 1970年
- エルケル声楽コンクール
  - オペラ男声部門
    - 第1位　Kolos Kováts （ハンガリー）
    - 第2位　Ludovic Kónya （ルーマニア）
    - 第3位　Sándor Nagy （ハンガリー）、Lajos Miller （ハンガリー）

  - オペラ女声部門
    - 第2位　Gerda Radler （ルーマニア）
    - 第3位　Helga Terner （東ドイツ）

  - リート部門
    - 第1位　Siegfried Lorenz （東ドイツ）
    - 第2位　Jürgen Freier （東ドイツ）、Csaba Eötvös （ハンガリー）
- クラリネット・コンクール
  - 第1位　Antony Morf （スイス）、László Horváth （ハンガリー）
  - 第2位　Tibor Dittrich （ハンガリー）、Alexandr Ivanov （ソ連）
  - 第3位　Michael Simm （東ドイツ）
- オーボエ・コンクール
  - 第1位　Maurice Bourge （フランス）、A.S. Loubimov （ソ連）
  - 第2位　Burkhardt Glaetzner （東ドイツ）、Tamás Erdélyi （ハンガリー）
  - 第3位　Jiri Vaca （チェコスロバキア）

### 1971年
- リスト＝バルトーク・ピアノ・コンクール
  - 第1位　松崎伶子（日本）、Nikolaj Suk （ソ連）
  - 第2位　Elena Skuratovskaja （ソ連）
  - 第3位　László Baranyay （ハンガリー）、田崎悦子（日本）

### 1973年
- ヨゼフ・シゲティ・ヴァイオリン・コンクール
  - 第1位　Nilla Pierrou （スウェーデン）、
  - 第2位　Mihály Barta （ハンガリー）、Mária Bálint （ハンガリー）
  - 第3位　Takada Mihoko （日本）
- パブロ・カザルス・チェロ・コンクール
  - 第1位　Csaba Onczay （ハンガリー）
  - 第2位　Tamás Koó （ハンガリー）
  - 第3位　Cecylia Barczyk （ポーランド）、Alexandru Gutu （ルーマニア）
- ウィーン弦楽四重奏団コンクール
  - 第1位　モスクワ弦楽四重奏団（ソ連）
  - 第2位　Georgian String Quartet （ルーマニア）
  - 第3位　Éder String Quartet （ハンガリー）、ニュー・ブダペスト弦楽四重奏団（ハンガリー）、ワルシャワ・アカデミー弦楽四重奏団（ポーランド）

### 1975年
- エルケル声楽コンクール
  - オペラ男声部門
    - 第3位　Péter Kelen （ハンガリー）

  - オペラ女声部門
    - 第1位　Lívia Budai （ハンガリー）
    - 第2位　Klára Takács （ハンガリー）
    - 第3位　Terese Slupskaja （ソ連）、Cornelia Angelescu Popp （ルーマニア）

  - リート部門
    - 第1位　László Polgár （ハンガリー）、Ilona Tokody （ハンガリー）
    - 第2位　Alexej Martinov （ソ連）
    - 第3位　Gábor Németh （ハンガリー）
- ヴァイオリン・コンクール
  - 第1位　Mihail Kugel （ソ連）、Zoltán Tóth （ハンガリー）
  - 第2位　ユーリ・バシュメット（ソ連）

### 1976年
- リスト＝バルトーク・ピアノ・コンクール
  - 第1位　Robert Benz （西ドイツ）
  - 第2位　Gary Steigerwalt （アメリカ）
  - 第3位　Imre Rohmann （ハンガリー）、Vadim Monartirsky （ソ連）

### 1978年
- ウィーン弦楽四重奏団コンクール
  - 第2位　Gnessin String Quartet （ソ連）、Takács-Nagy String Quartet （ハンガリー）
  - 第3位　Valtchev String Quartet （ブルガリア）、キエフ・フィルハーモニー弦楽四重奏団（ソ連）
- リスト・オルガン・コンクール
  - 第1位　Francesco Finotti （イタリア）
  - 第2位　Zsuzsa Elekes （ハンガリー）
  - 第3位　Florian Pagitsch （オーストリア）、Gabriele Wadewitz （東ドイツ）

### 1979年
- ヴァイオリン・コンクール
  - 第1位　Sándor Nagy （ハンガリー）、井上祐子 （日本）
  - 第2位　Gábor Ormai （ハンガリー）
  - 第3位　Vera Borissova （ソ連）
- ヨーゼフ・シゲティ・ヴァイオリン・コンクール
  - 第1位　Nándor Szederkényi （ハンガリー）、Edward Zienkowski （ポーランド）
  - 第2位　Gyula Stuller （ハンガリー）、Attila Falvai （ハンガリー）

### 1980年
- フルート・コンクール
  - 第1位　三上明子（日本）
  - 第2位　Robert Langevin （カナダ）
  - 第3位　Erika Sebők （ハンガリー）、Maria Goldschmidt （東ドイツ）
- フレンチホルン・コンクール
  - 第2位　Imre Magyari （ハンガリー）、János Mészáros （ハンガリー）
  - 第3位　Barnabás Kubina （ハンガリー）、Erich Markwart （東ドイツ）
- パブロ・カザルス・チェロ・コンクール
  - 第1位　Yvan Chiffoleau （フランス）
  - 第2位　Alexander Baillie （イギリス）
  - 第3位　Ulrike Schäfer （西ドイツ）

### 1981年
- リスト＝バルトーク・ピアノ・コンクール
  - 第2位　Muza Rubaczkitye （ソ連）
  - 第3位　Hortense Cartier-Bresson （フランス）

### 1982年
- エルケル・コダーイ声楽コンクール
  - オペラ男声部門
    - 第2位　Florian Dan （ルーマニア）、Georgescu Vitalij Tarascsenko （ソ連）

  - オペラ女声部門
    - 第1位　Hu Xiao Ping （中国）
    - 第2位　Mária Ardó （ハンガリー）、Irena Milkjavicsute （ソ連）

  - リート部門
    - 第2位　Mária Ardó （ハンガリー）、Brigitta Kovács （ハンガリー）
    - 第3位　Larissa Kurgyumova （ソ連）、János Tóth （ハンガリー）

### 1983年
- フランツ・リスト・オルガン・コンクール
  - 第1位　Andreas Rothkopf （西ドイツ）、松居直美 （日本）
  - 第2位　Ales Barta （チェコスロバキア）
  - 第3位　László Révész （ハンガリー）

### 1984年
- トランペット・コンクール
  - 第1位　Geoffrey Payne （オーストリア）、László Kovács （ハンガリー）
  - 第2位　Jan Gustavsson （スウェーデン）、Martin Schuster （デンマーク）
- ヴィオラ・コンクール
  - 第1位　タベア・ツィンマーマン（西ドイツ）
  - 第2位　Matthias Buchholz （西ドイツ）、Zoltán Gál （ハンガリー）、Veronika Hagen （オーストリア）
  - 第3位　Michael Scheitzbach （東ドイツ）

### 1985年
- パブロ・カザルス・チェロ・コンクール
  - 第1位　Torleif Thedéen （スウェーデン）
  - 第2位　Young Chang Cho （アメリカ）、Ottó Kertész （ハンガリー）、Levon Muradjan （ソ連）
  - 第3位　Raffael Figueroa （アメリカ）、Ramon Jaffé （西ドイツ）

### 1986年
- フランツ・リスト・ピアノ・コンクール
  - 第2位　Károly Mocsári （ハンガリー）
  - 第3位　Dmitrij Racer （ソ連）

### 1988年
- フランツ・リスト・オルガン・コンクール
  - 第1位　Bernhard Haas （西ドイツ）
  - 第2位　László Almásy （ハンガリー）
  - 第3位　Stefan Palm （西ドイツ）

### 1990年
- エルケル・コダーイ声楽コンクール
  - オペラ部門
    - 第1位　Farkas Rose-Marie （ルーマニア）
    - 第2位　Stanislav Michkievich （ソ連）、Tatjana Zaharcsuk （ソ連）
    - 第3位　Daniel Scheljaskova Nedjalkova （ブルガリア）

  - リート部門
    - 第2位　Rózsa Kozma （ハンガリー）、Katalin Halmai （ハンガリー）
    - 第3位　Anna Korondi （ハンガリー）

### 1991年
- フランツ・リスト・ピアノ・コンクール
  - 第1位　Alexander Strukov （ソ連）
  - 第2位　Leonid Kuzmin （アメリカ）、Midori Nohara （フランス）
  - 第3位　Etell Csuprik （ソ連）、Valerie Shkaroupa （ソ連）

### 1992年
- ヨーゼフ・シゲティ・ヴァイオリン・コンクール
  - 第1位　Erika Raum （カナダ）
  - 第2位　Rachel Barton （アメリカ）
  - 第3位　Kimura Etsuko （日本）

### 1993年
- フランツ・リスト・オルガン・コンクール
  - 第1位　ヘルムート・ドイチュ（ドイツ）
  - 第2位　László Deák （ハンガリー）
  - 第3位　Petra Varga （ハンガリー）

### 1994年
- フルート・コンクール
  - 第1位　Davide Formisano （イタリア）
  - 第2位　Sabine Kittel （ドイツ）
  - 第3位　Mathieu Dufour （フランス）Anna Garzuly （ハンガリー）

### 1996年
- フランツ・リスト・ピアノ・コンクール
  - 第1位　Gergely Bogányi （ハンガリー）
  - 第2位　Igor Kamenz （ドイツ）
  - 第3位　Nadejda Vlaeva （ブルガリア）

### 1997年（第33回）
- ヨーゼフ・シゲティ・ヴァイオリン・コンクール
  - 第1位　Sarah Bitlloch （フランス）、Elisabeth Weber （ドイツ）
  - 第2位　Barnabás Kelemen （ハンガリー）、Linus Roth （ドイツ）
  - 第3位　九頭見香里奈 （日本）、Tamás András （ハンガリー）

### 1999年（第34回）
- フランツ・リスト・オルガン・コンクール
  - 第1位　Charles Matthews （イギリス）
  - 第3位　Szilárd Kovács （ハンガリー）

### 2000年（第35回）
- チェロ・コンクール
  - 第1位　Zsolt Balog （ハンガリー）、Dalma Cseh （ハンガリー）
  - 第2位　András Szepes （ハンガリー）、Tien Yang （中国）、Alessandro Pianu （イタリア）

### 2001年（第36回）
- フランツ・リスト・ピアノ・コンクール
  - 第2位　Péter Tóth （ハンガリー）
  - 第3位　Gábor Farkas （ハンガリー）、Vadim Kholodenko （ウクライナ）、Massimiliano Motterle （イタリア）

### 2002年（第37回）
- ヨーゼフ・シゲティ・ヴァイオリン・コンクール
  - 第1位　Katalin Kokas （ハンガリー）
  - 第2位　小野明子（日本）
  - 第3位　Julien Dieudegard （フランス）
  - ファイナリスト　矢野玲子（日本）、岡崎慶輔（日本）

### 2003年（第38回）
- フルート・コンクール
  - 第1位　Dóra Seres （ハンガリー）
  - 第2位　Megan Sterling （オーストリア）
  - 第3位　Andrea Manco （イタリア）

### 2004年
- ダイーヴィト・ポッパー・チェロ・コンクール
  - 第1位　Elizaveta Souchtchenko （ロシア）、István Várdai （ハンガリー）
  - 第2位　Sergei Antonov （ロシア）、Soléne Kermarrec （フランス）
  - 第3位　Tamás Mérei （ハンガリー）

### 2005年
- 国際トロンボーン・コンクール
  - 第1位　Alexander Gorbunov （ロシア）
  - 第2位　Hannes Hölzl （オーストリア）
  - 第3位　Antoine Ganaye （フランス）

### 2006年
- リスト＝バルトーク・ピアノ・コンクール
  - 第1位　Elmar Gasanov （ロシア）
  - 第2位　Olivier Besnard （フランス）、László Borbély （ハンガリー）
  - 第3位　István Lajkó （ハンガリー）

### 2008年
- フレッシュ・カーロイ（カール・フレッシュ）・ヴァイオリン・コンクール
  - 第1位　Kállai Ernő （ハンガリー）
  - 第2位　Sini-Maaria Simonen （フィンランド）
  - 第3位　Pusker Júlia （ハンガリー）、Ilya Movchan （ロシア）

### 2009年
- 国際トランペット・コンクール
  - 第1位　Alexandre Baty （フランス）
  - 第2位　Olivier Bombrun （フランス）
  - 第3位　Csökmei Margarete （ハンガリー）

### 2011年
- 国際フランツ・リスト・コンクール
  - 優勝 Alexander Ullman

### 2016年
- 国際フランツ・リスト・コンクール
  - 優勝 阪田知樹

### 2021年
- 国際フランツ・リスト・コンクール
  - 優勝 ケヴィン・チェン